# Ginkelduin
Ginkelduin is een landgoed van 95 hectare aan de Scherpenzeelseweg 53 bij Leersum. Het dankt zijn naam aan het stuifzand dat midden in het gebied ligt. Twee derde van het gebied bestaat uit natuur met bos, heide en zandverstuivingen, en een derde is kampeerterrein met recreatievoorzieningen. Op het terrein is een voormalige zwemvijver.
In 1953 werd het landgoed gekocht door de metaalbond ANMB van het NVV. Eind 2004 deed FNV Bondgenoten het vakantiepark Ginkelduin van de hand en werd Molecaten de nieuwe eigenaar.